# Nationalpark Than Sadet-Ko Pha-ngan
Der Nationalpark Than Sadet-Ko Pha-ngan (Thai: อุทยานแห่งชาติธารเสด็จ-เกาะพะงัน) ist ein Nationalpark im Süden von Thailand in der Provinz Surat Thani. Der Park befindet sich hauptsächlich im Nordosten der Insel Pha-ngan, welche östlich des Isthmus von Kra im Golf von Thailand liegt.

## Geschichte
Der Park wurde zunächst am 31. Dezember 1983 mit einer Fläche von 39,12 km² eingerichtet. Nach einem Gutachten des thailändischen „Royal Forest Department“ (etwa: Königliches Wald-Ministerium) wurde der Park aber dann am 10. Februar 1999 auf seine heutige Größe erweitert. Er benötigt jedoch noch eine abschließende offizielle Bestätigung der Regierung.

## Topographie
Der Nationalpark hat insgesamt eine Größe von 65,93 km². Auf der Insel Pha-ngan besteht er aus mehreren bergigen Waldgebieten, wie dem Than-Sadet-Wasserfall-Wald (ป่า น้ำตก ธาร เสด็จ), dem Khao-Lad-Kaeo-Wald (ป่า เขา ลาด แก้ว), dem Khao-Tha-Luang-Wald (เขา ตา หลวง) und anderen.
Die höchste Erhebung ist der Khao Ra (Thai: เขาหรา) mit 727 m.
Außer einem Teil von Ko Pha-ngan besteht der Park noch aus mehreren kleinen bis winzigen Inseln, wie Ko Tae Nok (เกาะแตนอก), Ko Tae Nai (เกาะแตใน), Ko Ma (เกาะม้า), Ko Tung Ku (เกาะตุ้งกู), Ko Tung Ka (เกาะตุ้งกา) sowie das Wao und Hin Bai Archipel (หมู่เกาะว่าว และหินใบ). Diese Inseln liegen bis zu 30 km nördlich von Ko Pha-ngan.

## Klima
Das Klima ist tropisch-monsunal, Regen fällt das ganze Jahr über. Die mittlere Temperatur beträgt 28 °C, der Mai ist der heißeste Monat mit durchschnittlich 33 °C, die kühlsten Monate sind Dezember und Januar mit einer mittleren Temperatur von 24 °C. Der Jahresniederschlag beträgt 1848 mm. Der trockenste Monat ist der Februar mit 38 mm, der meiste Regen fällt im November mit einer durchschnittlichen Regenmenge von 428 mm.

## Sehenswürdigkeiten

### Aussichtspunkte
- Dom-Sila-Aussichtspunkt (จุดชมทิวทัศน์โดมศิลา) - auf einer Höhe von etwa 300 m bietet sich ein atemberaubender Blick auf den Wald des Nationalparks.
- Khao-Rar-Aussichtspunkt (จุดชมทิวทัศน์ยอดเขาหรา) - auf dem Khao Ra, dem höchsten Berg des Parks gelegen.

### Wasserfälle
- Naturlehrpfad am Phaeng-Wasserfall (ทางเดินศึกษาธรรมชาติน้ำตกแพง-โดมศิลา)
- Than-Praphat-Wasserfall (น้ำตกธารประพาส) - von König Chulalongkorn (Rama V.) während eines Besuchs 1898 so benannt
- Than-Prawet-Wasserfall (น้ำตกธารประเวศ) - wurde ebenfalls vom König 1898 besucht
- Than-Sadet-Wasserfall (น้ำตกธารเสด็จ) - der größte Wasserfall der Insel liegt etwa 25 von der Parkverwaltung entfernt. Er ist so attraktiv, dass König Chulalongkorn ihn insgesamt 14 Mal besuchte, aber auch die Könige Vajiravudh (Rama VI.) und Prajadhipok (Rama VII.) sowie auch der derzeitige König Bhumibol Adulyadej waren bereits einmal hier. In Felsen gehauene Inschriften und ein königlicher Pavillon erinnern an diese Besuche.

### Than-Sadet-Strand
Ao Than Sadet (Thai: อ่าวธารเสด็จ) ist ein ca. 150 m langer, feinsandiger Strand, der 8 km nördlich des Strandes Had Rin am Ostufer der Insel Pha-ngan liegt. Seinen Namen erhielt er, weil dort der Fluss Than Sadet (Thai: ธารเสด็จ - „königlicher Fluss“) ins Meer mündet. Der Strand wird beiderseitig durch hohe Hügel begrenzt und landeinwärts durch Dschungel.
Erreichbar ist er nur über teils unbefestigte Pisten durch den Dschungel, die Fahrtzeit von der Inselhauptstadt Tongsala beträgt etwa 50 min. Vom Had-Rin-Strand gibt es bei ruhiger See eine tägliche Verbindung mit einem Fährboot. Es existieren einige einfache Übernachtungsmöglichkeiten.